# Корнет (старинный музыкальный инструмент)

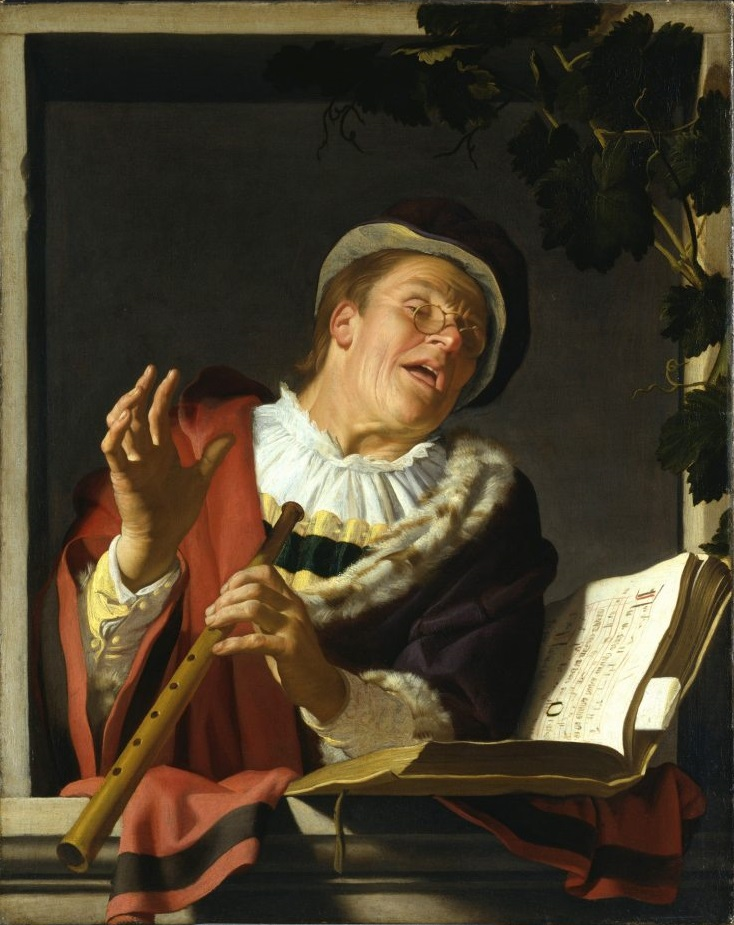
Геррит ван Хонтхорст. Поющий музыкант с цинком в руках (около 1623)

Корнет (итал. cornetto, фр. cornet à bouquin, англ. cornett), или цинк (нем. Zink) — старинный духовой музыкальный инструмент. Изготавливался преимущественно из дерева, редко — из слоновой кости. Был распространён в западной Европе с середины XV до середины XVII века; пора расцвета — начало XVII века. Благодаря движению аутентизма, а также интересу к средневековой музыке, корнет снова обрёл популярность в конце XX века.

## Общие сведения
По современной классификации корнет относится к медным духовым музыкальным инструментам, несмотря на то что часто изготавливался из других материалов —
как правило, из дерева, обтянутого кожей (иногда — из слоновой кости). На корнете музыкант играет как на трубе. Звуки возникают в мундштуке (из латуни, дерева, рога или слоновой кости), который исполнитель держит губами. Музыкант может держать мундштук как в уголках губ, так и посередине. Звучание корнета описывают как нечто среднее между флейтой и трубой. Стандартный диапазон корнета от g to a2.
С XV до середины XVII века корнет был одним из важнейших музыкальных инструментов в Европе. Считалось, что он может особенно точно имитировать человеческий голос. Предположительно, музыка позднего Средневековья была более «ориентальной», нежели современная, и поэтому «растягивание» звука на корнете считалось обычным явлением.
Обучение игре на старинном корнете — сложный процесс, требующий больших затрат времени и многолетнего совершенствования мастерства.

## Конструкция
Корнеты представляют собой коническую трубу с семью отверстиями. По конструкции разделяются на несколько видов:
- Cornetto curvo — слегка искривлённой формы, наиболее распространённая разновидность.
- Cornetto muto — прямой формы, из дерева с врезанным мундштуком. Звук более тихий и мягкий, нежели у других видов корнета.
- Cornetto diritto — также прямой формы, весьма редко встречающийся
- Серпент — басовая разновидность корнета.

## История
Иконография корнета прослеживается начиная с XI—XII в. (особенно в Англии). Во французской средневековой литературе корнету, возможно, соответствовал инструмент, который описывался как cor à doigts. Корнет изображён на барельфе Линкольнского кафедрального собора (1311). В эпоху Возрождения цинк использовался во время городских праздников как верхний голос над группой тромбонов (заменяя трубу, которая считалась благородным, «дворянским» инструментом). В конце XVI века в Италии корнет — виртуозный сольный инструмент. Знаменитым итальянским корнетистом был Джованни Бассано.
В XVII веке с ростом популярности скрипки корнет постепенно вышел из употребления. Дольше всего его ведущее положение сохранялось в Северной Европе, где последние сольные композиции для него были написаны во второй половине XVIII века. Серпент (Serpent) же вплоть до 1800 года использовался как единственный басовый инструмент, и вплоть до конца XIX века звучал в военных оркестрах. В юности на корнете играл император России Александр III.

## Музыка для корнета

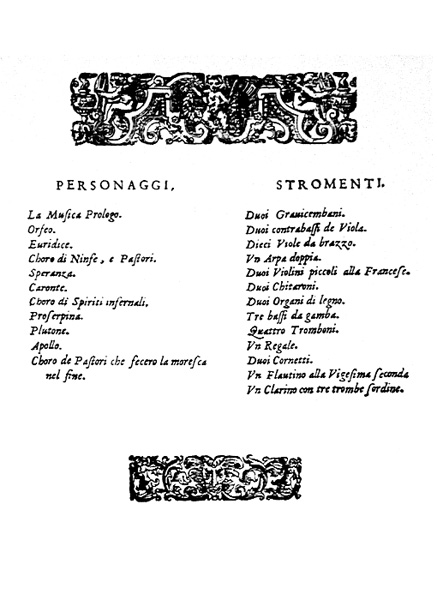
Партитура, изданная Монтеверди в 1609 году: список инструментов в правой колонке

Одним из произведений, дошедшим до наших дней, в котором корнету выделена значимая оркестровая партия, стала опера «Орфей» Клаудио Монтеверди, написанная в 1607 году.
 
Корнет был популярен в роли аккомпанирующего инструмента в венецианских соборах, особенно в Соборе Святого Марка, где предпочитали расширенный инструментальный аккомпанемент хору, а также для усиления вокальной партии. Джованни Габриели писал для корнетиста Джованни Бассано. Генрих Шютц также использовал корнет в своих ранних композициях — он учился у Габриелли в Венеции и был знаком с исполнением Бассано. 
Многие сольные партии для корнета сохранились до наших дней. И Иоганн Себастьян Бах, и Георг Филипп Телеман использовали корнет (и корнеттино) в своих кантатах в унисон с партией хорового сопрано. Изредка композиторы выделяли корнету сольные партии (см. кантату И. С. Баха O Jesu Christ, meins Lebens Licht). Скарлатти использовал корнет и пары группы корнетов в нескольких из своих опер. Иоганн Йозеф Фукс выделил корнету партию в своем Реквиеме. Кристоф Виллибальд Глюк использовал корнет в своей опере «Орфей и Эвридика» (альтернативно эту партию по задумке композитора может исполнять сопрано-тробмон).

## Современные исполнители
- Брюс Ди́ки (англ.) — американский корнетист и профессор Института средневековой музыки в Индиане, США и Schola Cantorum Basiliensis (англ.) в Базеле, Швейцария.
- Жан Тубери́ (англ.) — французский корнетист, ученик Брюса Дики и профессор корнета Парижской национальной консерватории. Награжден министром культуры Франции Орденом Искусств и литературы.